# Tébessa

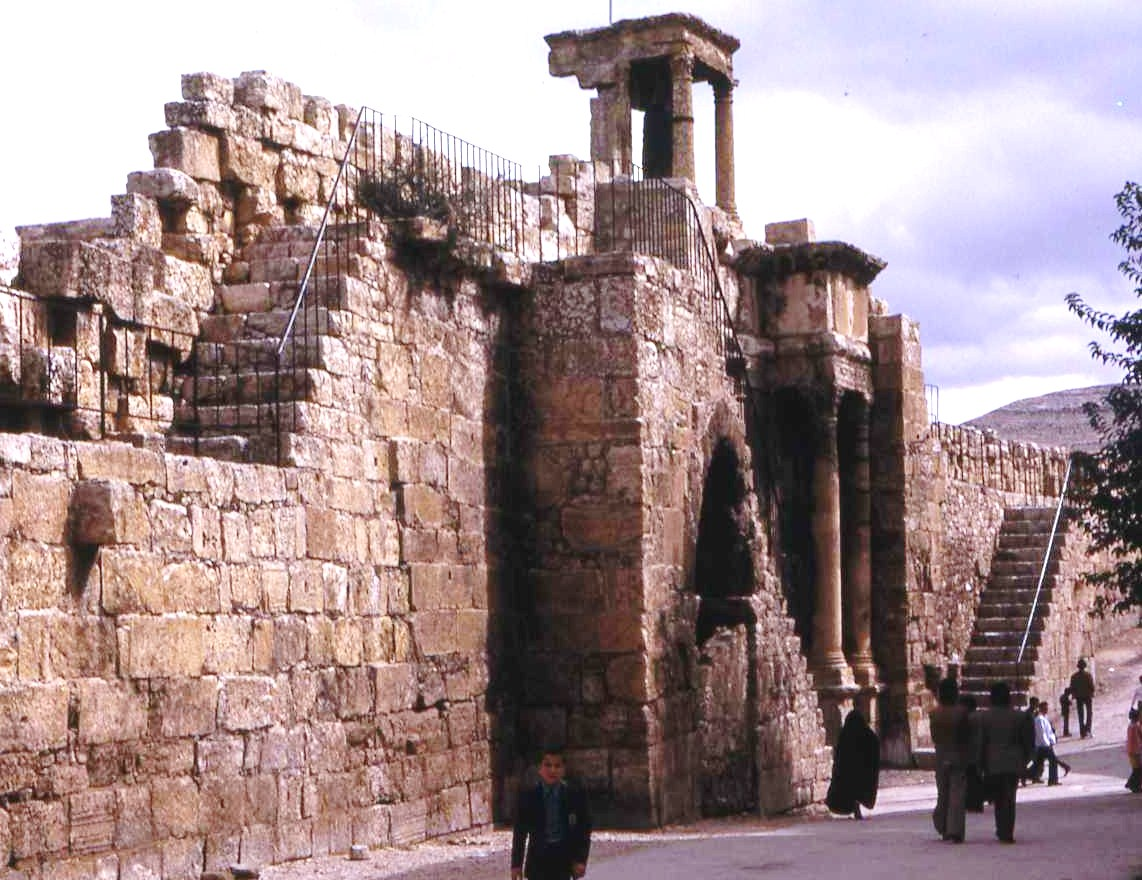
Mur i Tébessa.

Tébessa (arabiska: تبسة  chaouiasiska: ) är en stad i nordöstra Algeriet, vid gränsen mot Tunisien, och huvudort för provinsen med samma namn. Folkmängden i kommunen uppgick till 196 537 invånare vid folkräkningen 2008, varav 194 461 bodde i centralorten.
Staden har en betydande fosfatutvinning samt handel med jordbruksprodukter och vävda mattor. Tébessa grundades som Theveste av romarna i slutet av det första århundradet e.Kr., och var en blomstrande stad under först romerskt och sedan bysantinskt herravälde. Det finns ännu välbevarade ruiner kvar från romersk (forum, basilika) och bysantinsk (fästning) tid.